# Ezüst gibbon
Az ezüst gibbon (Hylobates moloch) a gibbonfélék családjához tartozó Hylobates nemhez tartozó faj.

## Elterjedése
Az ezüst gibbon kizárólag Jáva őserdeiben él.

## Megjelenése
A szőrzet kékes-szürke színű, sötét szürke vagy fekete sapkás.
A kifejlett egyedek elérhetik a 8 kg-ot.

## Életmódja
Nappali, fán élő állat. Gyümölcsökkel, levelekkel és virágokkal táplálkozik.